# Paco Campos
Pour les articles homonymes, voir Campos.
Francisco Campos Salamanca, plus connu comme Paco Campos, né le 8 mars 1916 à Las Palmas de Gran Canaria (Îles Canaries, Espagne) et mort à Madrid le 8 septembre 1995, est un footballeur international espagnol qui jouait au poste d'attaquant. Il s'est ensuite reconverti en entraîneur.
Il effectue l'essentiel de sa carrière de joueur avec l'Atlético de Madrid.

## Biographie

### En club
Paco Campos commence à jouer dans des équipes de sa ville natale comme le Real Sporting San José ou le Marino FC, jusqu'au début de la Guerre civile espagnole en 1936.
À la fin de la guerre, il rejoint l'Atlético Aviación (actuellement Atlético de Madrid). Il débute en première division le 7 janvier 1940 lors d'une victoire 2 à 1 face au Real Madrid. Il remporte le championnat d'Espagne lors de sa première saison avec l'Atlético. La saison suivante, l'Atlético remporte de nouveau le titre national. Lors de sa troisième saison au club, Paco Campos marque 20 buts en championnat, ce qui est son record personnel.
En 1948, il rejoint le Sporting de Gijón qui vient de descendre en deuxième division. En 1950, il est entraîneur-joueur à la suite du départ de Manuel Meana et ce jusqu'à l'arrivée d'Amadeo Sánchez. Lors de la saison 1950-1951, il marque 27 buts et le club remonte en première division.
Paco Campos met un terme à sa carrière de joueur en 1952.
Campos joue un total de 204 matchs en première division et marque 127 buts, dont 9 lors du derby madrilène face au Real Madrid, ce qui fait de lui le meilleur buteur de l'Atlético dans les affrontements face au Real.

### En équipe nationale
Paco Campos joue six matchs avec l'équipe d'Espagne et marque cinq buts. Il débute le 12 janvier 1941 face au Portugal.

### Entraîneur
Paco Campos commence sa carrière d'entraîneur avec le Sporting de Gijón lors de la saison 1954-1955.
Il entraîne ensuite le CD Badajoz, UD Salamanque, Real Oviedo, AD Plus Ultra, Recreativo de Huelva, UD Las Palmas, CD Manchego et CD Tenerife.

## Palmarès
Avec l'Atlético de Madrid :
- Champion d'Espagne en 1940 et 1941